# Jan Swerts

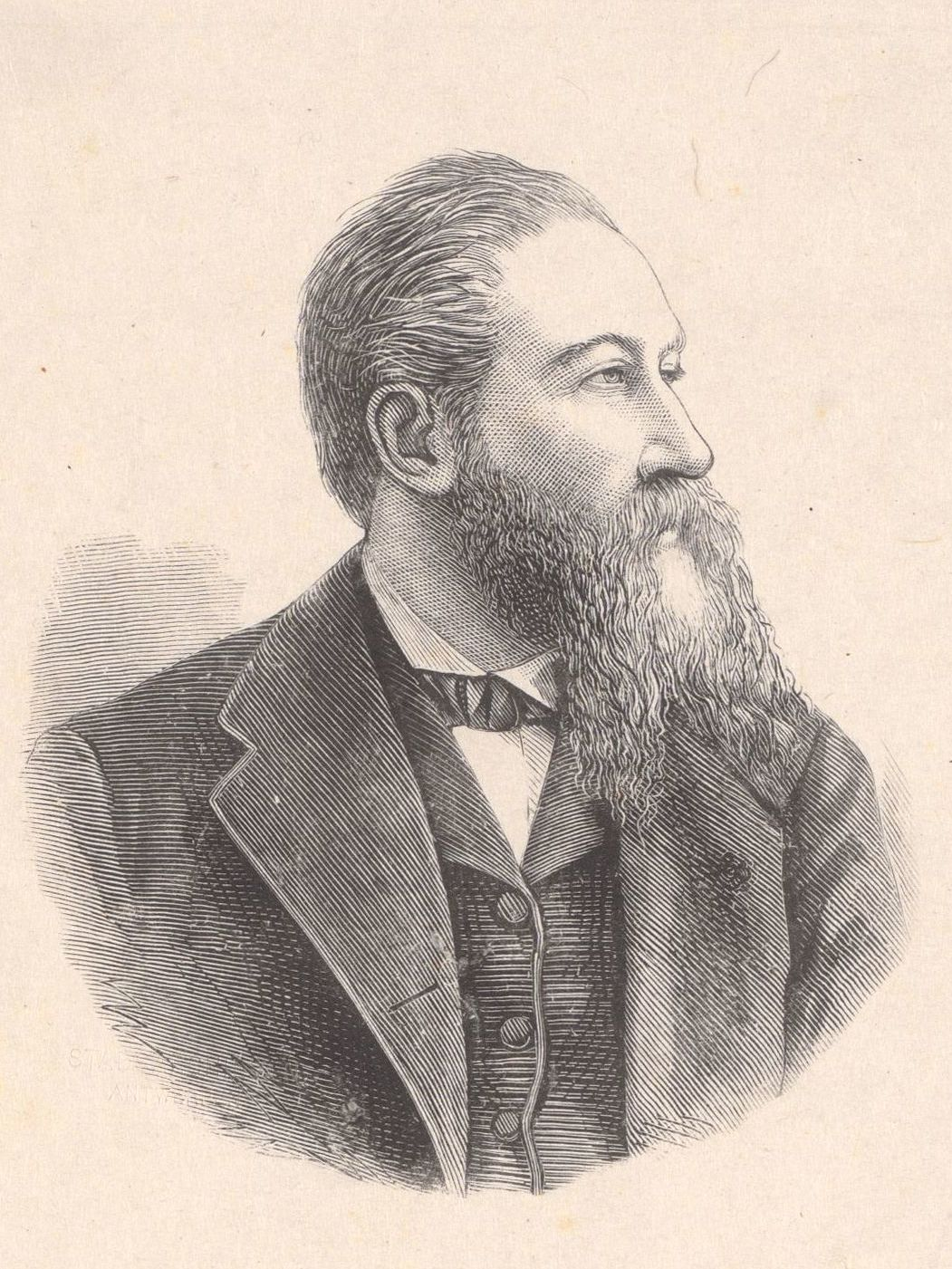
Jan Swerts

Jan Swerts (* 25. Dezember 1820 in Antwerpen; † 11. August 1879 in Marienbad) war ein belgischer Maler.

## Leben und Wirken
Der Schüler von Nicaise de Keyser machte sich um die monumentale Kunst Belgiens dadurch verdient, dass er die belgische Regierung zu einer Ausstellung von Kartons deutscher Meister in Brüssel und Antwerpen (1859) veranlasste. Mit Godefried Guffens schuf er eine Reihe von Wandbildern religiösen und historischen Inhalts, die sich an die Richtung der neudeutschen Klassiker anschließen.
Er heiratete Josefine Maria Hoorenbeke (* 1819-?), genannt Mimi, ebenfalls aus Antwerpen. Aus der Ehe gingen drei Kinder hervor: Walter (* 1855), Berta (* 1859) und Jan (* 1861). Nach ihrem Umzug nach Prag wohnten sie ab Schuljahr 1874-1875 in der Altstadt im damaligen Akademiegebäude Klementinum.
Ab 1874 wurde er Lehrer und Direktor der Akademie der Bildenden Künste, Prag. Zu seinen Schülern gehörten:Václav Brožík, Mikoláš Aleš, František Ženíšek, Jakub Schikaneder und Felix Jenewein.
Er starb am 11. August 1879 in Marienbad.

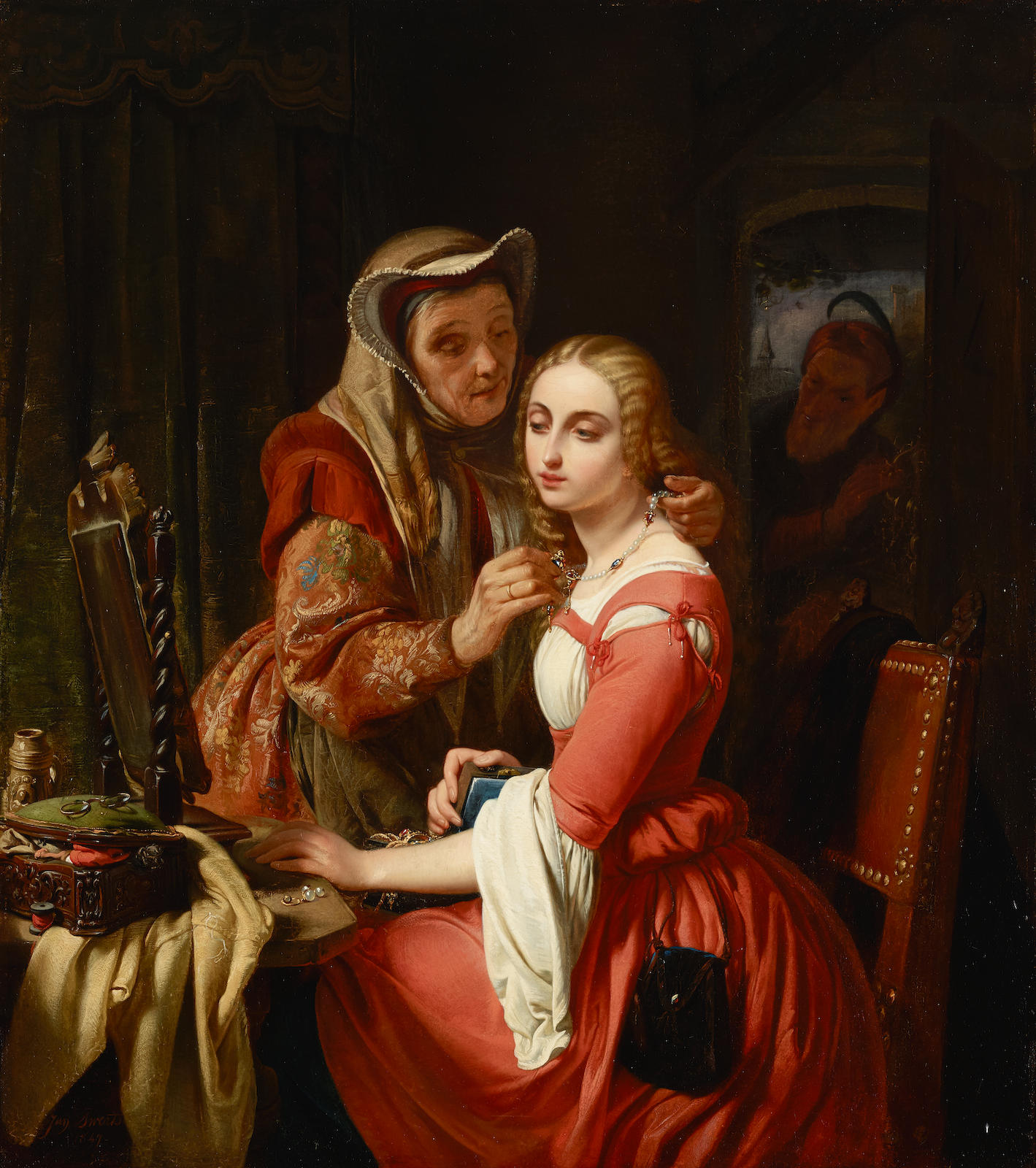
Die Halskette
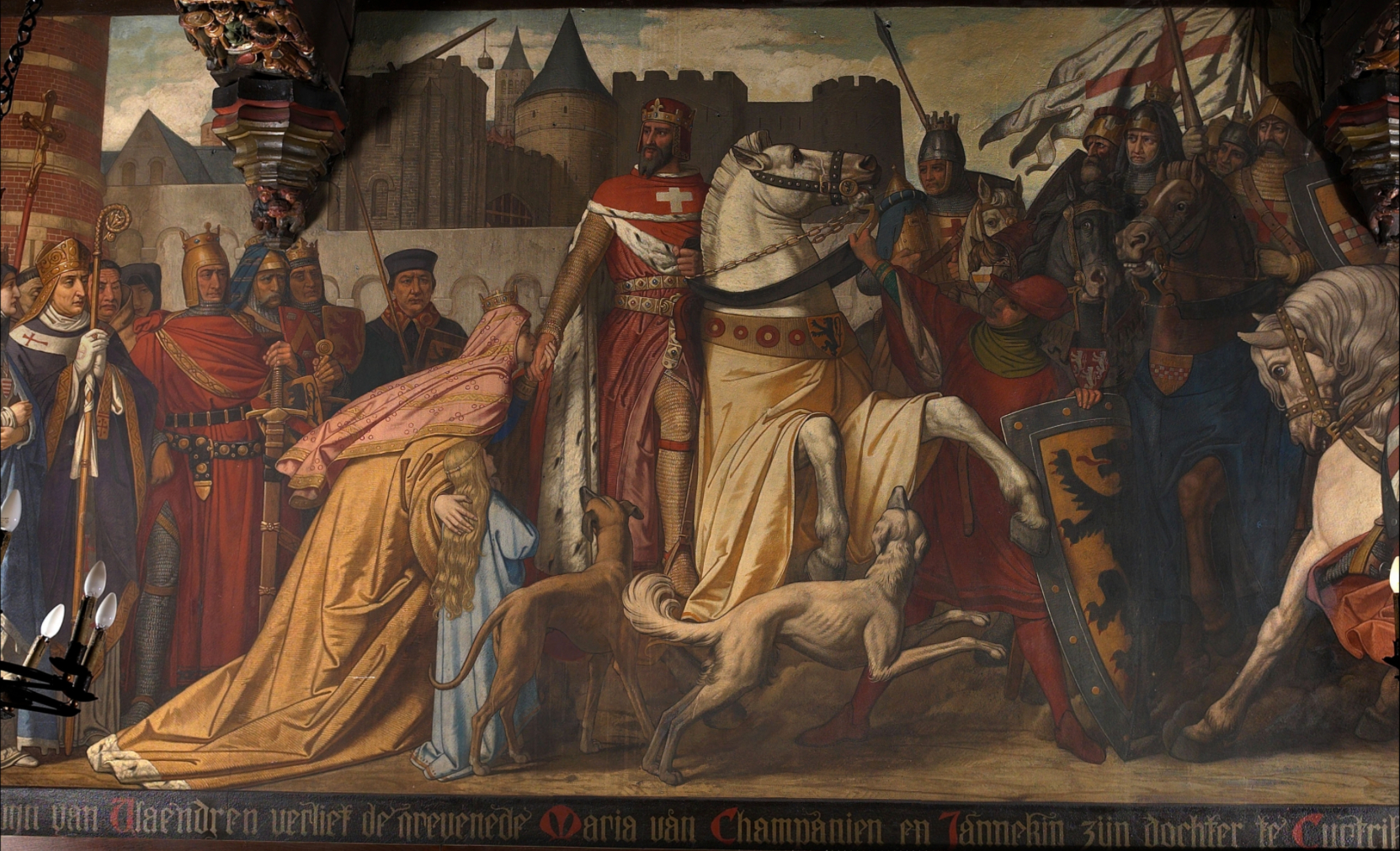
Balduin I.
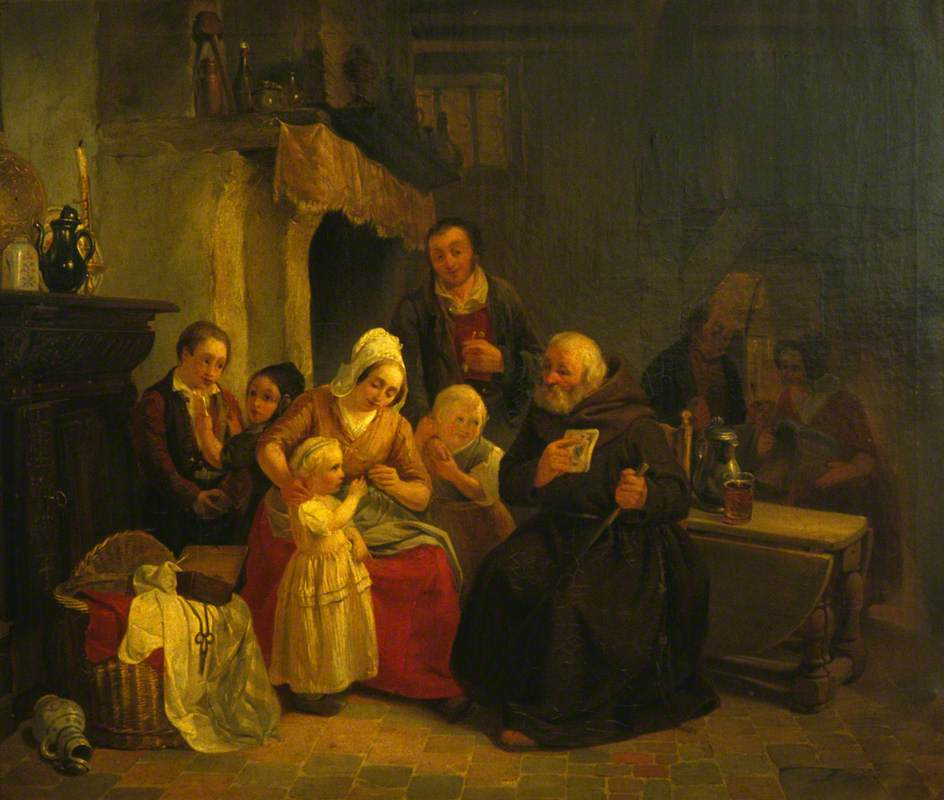
Erste Bibelstunde
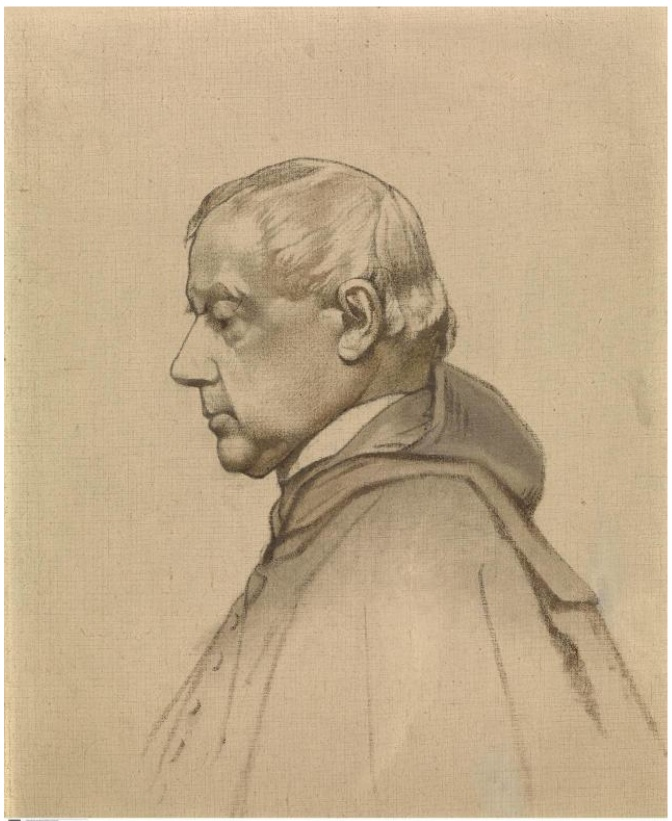
Friedrich zu Schwarzenberg